# Chelostoma grande
Chelostoma grande là một loài Hymenoptera trong họ Megachilidae. Loài này được Nylander mô tả khoa học năm 1852.